# Dialectologie
Dialectologie (van het Oudgriekse διάλεκτος, dialektos, "dialect" en-λογία, "logica, kunde") is de studie van dialecten.

## Geschiedenis
Dialectologie is in de 19e eeuw als aparte discipline ontwikkeld door de Duitse taalkundige Georg Wenker, die geschreven zinnen in het Hoogduits vergeleek met vertalingen in Nederduitse dialecten. De meest gebruikte methode is het verzamelen en publiceren van plaatselijk materiaal in woordenboeken, grammatica's en taalatlassen.

## Hoofdonderwerpen
De dialectologie richt zich in het algemeen op sychrone variatie binnen een taal en de overeenkomsten en verschillen tussen verschillende nauw verwante dialecten, hun gemeenschappelijke oorsprong en de manier waarop nieuwe taalvormen ontstaan als gevolg van taalcontact. Ook worden bepaalde criteria gehanteerd om te bepalen of twee taalvarianten als dialecten van dezelfde taal of als twee aparte talen moeten worden beschouwd. De volgende zaken staan daarbij met name centraal:
In het begin richtte de dialectologie zich vrijwel uitsluitend op isoglossen, ofwel het afbakenen van bepaalde gebieden waarbinnen specifieke taalverschijnselen optraden. Later ging men zich steeds meer interesseren voor de sociale factoren die aan bepaalde taalvormen ten grondslag liggen. Hierdoor werd de dialectologie ook een sociale wetenschap. Deze subdiscipline binnen de dialectologie, waarbij de studie van dialecten vanuit een sociolinguïstische invalshoek centraal staat, staat bekend als de sociodialectologie.

### Wederzijdse verstaanbaarheid
Volgens sommigen kunnen twee taalvarianten die onderling goed verstaanbaar zijn - bijvoorbeeld Nedersaksisch en Nederlands, Zeeuws en Nederlands of Spaans en Portugees - als dialecten van dezelfde taal worden beschouwd. Dit is echter geen eenduidig criterium, aangezien niemand op het idee zal komen om bijvoorbeeld Spaans en Portugees als dialecten van dezelfde taal te beschouwen. Allereerst moet daarom worden gekeken naar zaken als grammatica, fonologie en woordenschat. In dit opzicht staat het Nederduits, dat in geen enkel opzicht als een Nederlands dialect wordt gezien, niet of nauwelijks verder af van het Standaardnederlands dan voor het Nedersaksisch het geval is.

### Diglossie
Diglossie ontstaat wanneer twee nauw verwante talen of dialecten op hetzelfde grondgebied naast elkaar worden gesproken. In zo'n geval is de kans zeer groot dat één taalvariant - over het algemeen de standaardtaal - het meest aan prestige wint. Deze taal wordt dan ook wel de daktaal genoemd. Dit verschijnsel komt vrij veel voor in alle delen van de wereld.

### Dialectcontinuüm
Een dialectcontinuüm is een netwerk van dialecten waartussen de wederzijdse verstaanbaarheid afneemt naarmate de afstand toeneemt. Een dergelijk continuüm is bijvoorbeeld heel goed te zien in de manier waarop de dialecten van Nederlands Limburg en Belgisch Limburg in elkaar overgaan, of bij de overgang van het Twents naar andere Nedersaksische dialecten. Een dergelijke overgang verloopt over het algemeen heel geleidelijk.